# Cliff ’Em All
Cliff 'Em All — видео трэш-метал-группы Metallica, изданное в память о бас-гитаристе коллектива Клиффе Бёртоне. Запись была выпущена в 1987 году на VHS. DVD-версия включала в себя интервью с группой, разнообразную документацию, множество различных фотографий.
27 сентября 1986 года во время европейского турне в результате несчастного случая в Швеции в возрасте 24 лет погиб Клифф Бёртон, игравший на бас-гитаре в Metallica почти 4 года, но при этом многие детали его биографии остаются неизвестными.
Фильм сделан в виде ретроспективы, которая показывает те три с половиной года, что Бёртон был в Metallica, представленной в виде набора бутлегов, некоторых неиспользованных профессиональных кино- и телевизионных кадров, и некоторые из его лучших соло, личные фотографии и живые концерты. Фотографии и рассказы участников группы помещаются между песнями, которые[уточнить] сосредоточены на Бёртоне. Видео заканчивается мелодичной интерлюдией из песни «Orion», под которую показывают фотографии Бёртона.
В фильме представлены видеокадры с концертов, фан-видео, телевизионные вырезки, интервью с Metallica, подборка фото с Бёртоном в сопровождении «Orion» в конце фильма.

## Список композиций
Детройт, 4 апреля 1986 — «supporting Оzzy»

Съёмки с левого края сцены (с крупными планами)
- «Creeping Death»
- «Am I Evil?»
- «Damage Inc.»

Лонг-Айлэнд, 28 апреля 1986 — «still drunk on Ozzy tour»

Съёмки с площадки, из-за голов остальных фэнов (с крупными планами)
- «Master of Puppets»

Клуб «The Stone», Сан-Франциско, 19 марта 1983 — «Cliff’s second gig»

Съёмки чуть выше уровня земли (с крупными планами)
- «(Anesthesia) Pulling Teeth»
- «Whiplash»

Германия, 14 сентября 1985 — «Metal Hammer Fest headlining with Venom, Nazareth, beer!»

Профессиональная съёмка
- «Cliff Solo»
- «The Four Horsemen»
- «Fade to Black»
- «Seek & Destroy»

Дания, 6 июля 1986 — «Roskilde Festival с Филом Коллинзом, Эриком Клэптоном, Элвисом Костелло и Big Country»

Съёмки чуть выше уровня земли (с крупными планами)
- «Welcome Home (Sanitarium)»
- «(Anesthesia) Pulling Teeth»

Окленд (Калифорния), 31 августа 1985 — «Day on the Green»
- «Cliff Solo»
- «For Whom the Bell Tolls»

Чикаго, 12 августа 1983 — «Supporting Raven on the 'Kill Em All for One' tour»
- «No Remorse»
- «Metal Militia»